# Joshua Waitzkin
Joshua Waitzkin (ur. 4 grudnia 1976 w Nowym Jorku) – amerykański szachista oraz zawodnik taijiquan.

## Życiorys
Mając 6 lat poznał zasady gry w szachy, obserwując partie błyskawiczne rozgrywane w Washington Square. Rok później jego pierwszym opiekunem został Bruce Pandolfini, trener i autor książek szachowych. W wieku 11 lat osiągnął duży sukces, remisując w symultanie z ówczesnym mistrzem świata, Garri Kasparowem. Dwa lata później zdobył tytuł mistrza krajowego, a w 1993 – mistrza międzynarodowego.
W latach 1993 i 1994 dwukrotnie zwyciężył w mistrzostwach Stanów Zjednoczonych juniorów. Pomiędzy 1990 a 1994 rokiem pięciokrotnie reprezentował swój kraj na mistrzostwach świata juniorów w różnych kategoriach wiekowych, najlepszy wynik osiągając w 1994 w Szeged, gdzie w kategorii do lat 18 podzielił IV miejsce (wspólnie z Emilem Sutowskim). W 1995 jedyny raz w swojej karierze wystąpił w finale indywidualnych mistrzostw Stanów Zjednoczonych, zajmując w Modesto XII miejsce. Największe sukcesy szachowe odniósł w drugiej połowie lat 90., m.in. w 1997 podzielił III miejsce w Bad Wiessee (za Aleksandrem Chalifmanem i Władimirem Jepiszynem, wspólnie z m.in. Rustamem Kasimdżamowem, Borysem Altermanem, Liviu-Dietrem Nisipeanu oraz Rustemem Dautowem), zajął II miejsce w cyklicznym turnieju First Saturday w Budapeszcie (FS10 IM-A, za Feliksem Lewinem), w 1998 podzielił I m. w turnieju Chicago Open (wspólnie z Aleksandrem Szabałowem, Borisem Gulko, Igorem Nowikowem, Joelem Benjaminem, Johnem Fedorowiczem i Dmitrijem Gurewiczem) oraz był drugi (za Giorgim Kaczeiszwilim) w Nowym Jorku, a w 1999 podzielił III miejsce na Bermudach (za Etienne Bacrotem i Helgi Assem Gretarssonem, wspólnie z Alikiem Gerszonem). W okresie tym uzyskał swój najwyższy ranking ELO, posiadając 1 lipca 1998 2480 punktów. Od 2000 nie występuje w turniejach klasyfikowanych przez Międzynarodową Federację Szachową.
Po zakończeniu kariery szachowej zaczął odnosić sukcesy w taijiquan, chińskiej sztuce walki, m.in. w 2002 zdobył brązowy medal na mistrzostwach świata na Tajwanie, a w kolejnych latach wywalczył pięć tytułów mistrza kraju w różnych kategoriach wagowych.
Joshua Waitzkin nie zdobył tytułu arcymistrzowskiego, a pomimo tego jest znaną postacią w środowisku szachowym, głównie dzięki nakręconemu przez Stevena Zailliana w 1993 filmowi Szachowe dzieciństwo, będącemu adaptacją książki Freda Waitzkina, w której opisał on dzieciństwo swojego syna pt: The "Art of Learning An Inner Jour Josh Waitzkin", opublikowanej w 2008 (w Polsce pt: "W poszukiwaniu doskonałości. Sztuka uczenia się" ukazała się w 2009). Poza tym jest autorem dwóch książek o tematyce szachowej oraz współpracownikiem twórców programu komputerowego Chessmaster, w którym znajduje się przewodnik szachowy jego autorstwa (odczytywany przez autora).
Joshua Waitzkin jest również aktywnym działaczem w walce z dystrofią mięśniową Duchenne’a, chorobą genetyczną, na którą choruje jego przyjaciel Jonathan Wade.

## Publikacje
- Attacking Chess: Aggressive Strategies and Inside Moves from the U.S. Junior Chess Champion (1995, ISBN 0-684-80250-3)
- The Art of Learning (2007, ISBN 0-7432-7745-7)